# Malé Svatoňovice
Malé Svatoňovice (en allemand : Klein Schwadowitz) est une commune du district de Trutnov, dans la région de Hradec Králové, en Tchéquie. Sa population s'élevait à 1 509 habitants en 2020.

## Géographie
Malé Svatoňovice se trouve à 8 km au nord-nord-ouest de Červený Kostelec, à 11 km à l'est-sud-est de Trutnov, à 40 km au nord-nord-est de Hradec Králové et à 126 km au nord-est de Prague.
La commune est limitée par Radvanice au nord, par Jívka à l'est, par Rtyně v Podkrkonoší et Batňovice au sud, et par Velké Svatoňovice à l'ouest.

## Histoire
La première mention écrite de la localité date de 1357.